# Киржей
Киржей (рум. Cârjei) — село у повіті Мехедінць в Румунії. Входить до складу комуни Хінова.
Село розташоване на відстані 260 км на захід від Бухареста, 16 км на південний схід від Дробета-Турну-Северина, 82 км на захід від Крайови.

## Населення
За даними перепису населення 2002 року у селі проживали 39 осіб, усі — румуни. Рідною мовою 38 осіб (97,4%) назвали румунську.